# Коянды (озеро, Костанайская область)
Коянды (каз. Қоянды) — озеро в Фёдоровском районе Костанайской области Казахстана. Находится в западе пос. Андреевский.
По данным топографической съёмки 1943 года, площадь поверхности озера составляет 1,49 км². Наибольшая длина озера — 1,5 км, наибольшая ширина — 1,3 км. Длина береговой линии составляет 4,6 км, развитие береговой линии — 1,06. Озеро расположено на высоте 193 м над уровнем моря.
По данным обследования экспедицией ГГИ от 9 июля 1955 года, площадь поверхности озера составляет 1,5 км².